# Michael Petroni
Michael Petroni est un réalisateur, scénariste et acteur australien.

## Biographie
En novembre 2017, Michael Petroni est annoncé comme créateur et producteur délégué de la série télévisée Messiah pour Netflix, diffusée le 1er janvier 2020.

## Filmographie

### En tant que scénariste

#### Longs métrages
- 2002 : La Reine des damnés (Queen of the Damned) de Michael Rymer (coécrit avec Scott Abbott)
- 2002 : The Dangerous Lives of Altar Boys de Peter Care (coécrit avec Jeff Stockwell)
- 2002 : Till Human Voices Wake Us de lui-même
- 2009 : Possession de Joel Bergvall et Simon Sandquist
- 2010 : Le Monde de Narnia : L'Odyssée du Passeur d'Aurore (The Chronicles of Narnia: The Voyage of the Dawn Treader) de Michael Apted (coécrit avec Christopher Markus et Stephen McFeely)
- 2011 : Le Rite (The Rite) de Mikael Håfström
- 2013 : La Voleuse de livres (The Book Thief) de Brian Percival
- 2015 : Backtrack : Les Revenants (Backtrack) de lui-même

#### Court métrage
- 2007 : Boys Own Story de lui-même

#### Séries télévisées
- 1991-1992 : DAAS Kapital (14 épisodes)
- 2003 : Miracles (13 épisodes)
- 2007 : Masters of Science Fiction (saison 1, épisode 2 :L'Éveil (The Awakening))
- 2020 : Messiah (10 épisodes)

### En tant que réalisateur

#### Longs métrages
- 2002 : Till Human Voices Wake Us
- 2015 : Backtrack : Les Revenants (Backtrack)

#### Courts métrages
- 1999 : Trespasses
- 2007 : Boys Own Story

#### Série télévisée
- 2007 : Masters of Science Fiction (saison 1, épisode 2 :L'Éveil (The Awakening))

### En tant qu’acteur
- 1991-1992 : DAAS Kapital : le tueur en série Bob (14 épisodes)
- 2006 : Les Maîtres de l'horreur (Masters of Horror) : l’associé d’ambulance (saison 1, épisode 11 : Serial Autostoppeur (Pick Me Up))